# Платенбург
Платенбург (њем. Plattenburg) општина је у њемачкој савезној држави Бранденбург. Једно је од 26 општинских средишта округа Пригниц. Према процјени из 2010. у општини је живјело 3.815 становника. Посједује регионалну шифру (AGS) 12070302.

## Географски и демографски подаци
Платенбург се налази у савезној држави Бранденбург у округу Пригниц. Општина се налази на надморској висини од 32 метра. Површина општине износи 200,8 km². У самом мјесту је, према процјени из 2010. године, живјело 3.815 становника. Просјечна густина становништва износи 19 становника/km².